# Apolonia (Migdonia)

Mapa de la Antigua Macedonia con la posible ubicación de Apolonia de Migdonia, al sur del lago Bolbe.

Apolonia (en griego, Ἀπολλωνία) es el nombre de una antigua ciudad griega de Migdonia.
Jenofonte la menciona como una ciudad que envió embajadores a Esparta, junto con Acanto en el año 382 a. C. para solicitar ayuda contra la ciudad de Olinto puesto que no querían unirse a la confederación calcídica que era liderada por esta ciudad, sino que deseaban conservar su independencia. Los espartanos acudieron al lugar y atacaron Olinto, a la que vencieron.
Según un pasaje de Demóstenes, Apolonia fue una de las ciudades destruidas por Filipo II de Macedonia, junto con Metone, Olinto y 32 ciudades de Tracia.
Apolonia aparece en un listado de teorodocos de Epidauro del año 359 a. C.
Es también mencionada en el Periplo de Pseudo-Escílax como una de las ciudades que estaban habitadas por griegos situadas más allá de la península de Palene. En el mencionado periplo es citada tras la ciudad de Aretusa. Plinio el Viejo también la cita en la región de Migdonia, junto a Aretusa, matizando que ambas estaban alejadas del mar. Según los Hechos de los Apóstoles, por Apolonia pasó Pablo de Tarso, en su ruta entre Anfípolis y Tesalónica.
Apolonia de Migdonia era de las ciudades por donde pasaba la importante ruta conocida como la vía Egnatia.
Se supone que es la misma ciudad citada en un fragmento de Hegesandro recogido por Ateneo de Naucratis y que la llama Apolonia Calcídica. De ella dice que se hallaba cerca de los ríos Amites y Olintíaco, que desembocaban en el lago Bolbe. Los habitantes de Apolonia celebraban junto al río Olintíaco sus ritos en honor a los difuntos. Antes lo habían hecho en el mes de elafebolión y más tarde lo cambiaron para celebrarlos en el mes del antesterión puesto que en esos meses los peces remontaban el río Olintíaco desde el lago Bolbe pero estos peces no sobrepasaban un monumento que había a Olinto, hijo, según la mitología griega, de Heracles y Bolbe.
En un pasaje de las Helénicas se ubica Olinto a noventa estadios de Apolonia, que son aproximadamente 16 kilómetros, pero la ciudad de Apolonia suele ubicarse a 40 kilómetros de Olinto, al sur del lago Bolbe, cerca de la ciudad actual de Polina, por lo que se ha supuesto que podría tratarse de un error en la apreciación de la distancia, o de que falta texto, ya que no parece probable que hubiera dos ciudades con el mismo nombre en la región.